# Tableau (cinéma)
Pour les articles homonymes, voir Tableau.
Un tableau désigne, selon le pionnier français du cinéma Georges Méliès, chacune de ses prises de vues. Le terme utilisé aujourd’hui dans ce sens est plan.
Si le mot est aujourd’hui utilisé au cinéma, il correspond plutôt à un sens voisin de son sens théâtral, qui, adapté à une narration cinématographique, serait une section, indépendante ou non, d’un même film, se rapprochant ainsi du mot « récit »,.

## Historique
Le Maître (Georges Méliès) avait emprunté le mot tableau, « subdivision d’un acte qui correspond à un changement de décor », au théâtre. Où l’on désigne parfois ainsi des parties spectaculaires ayant un rapport plus ou moins marqué avec l’action principale, et dont le but est surtout d’apporter une respiration récréative, voire lyrique, aux spectateurs. Georges Méliès, illusionniste sous le nom de « Docteur Mélius » avant de se passionner pour l’image animée, possédait un petit théâtre situé au 8 du boulevard des Italiens, à Paris où il présentait des spectacles de prestidigitation. Le terme de « tableau » lui servait, selon la tradition des planches, à nommer ce que l’on appellerait plus volontiers aujourd’hui un numéro.
S’il fut l’un des créateurs des premiers trucages au cinéma, Georges Méliès ne fut pas un précurseur, au niveau esthétique, de l’écriture filmique, contrairement à ses amis britanniques, Robert W. Paul ou George Albert Smith. « Dans chacun de ses films, Méliès garde perpétuellement le même point de vue, celui du Monsieur de l’orchestre (le parterre), qui voit tout le décor, du cintre à la rampe… Prisonnier de l’esthétique du théâtre, Méliès n’emploie jamais le montage avec changement de plans, de points de vue. Son film s’ordonne en tableaux, non en séquences, chaque tableau étant l’équivalent exact d’un tableau de théâtre. »